# Václav Lomoz
Václav Lomoz (10. září 1886 Žižkov – 14. srpna 1930 Praha) byl československý fotbalista, pravé křídlo.
Zemřel v divizní nemocnici na Karlově náměstí v Praze v roce 1930 ve věku 43 let na cukrovku v kombinaci s tuberkulózou.

## Fotbalová kariéra
Hrál za Viktorii Žižkov (1905–1907 a 1910–1916) a SK Slavia Praha (1907–1909). Vítěz Poháru dobročinnosti 1908 s rezervním týmem Slavie a Poháru dobročinnosti v roce 1916 s Viktorií Žižkov (jako hrající trenér).
Jako voják byl také členem důstojnického footballového klubu pražské odbočky Svazu čs. důstojnictva.